# Katherine MacGregor
Katherine "Scottie" MacGregor, geboren als Dorlee Deane MacGregor (Glendale (Californië), 12 januari 1925 – Woodland Hills, 13 november 2018), was een Amerikaanse televisieactrice. 
Zij is vooral bekend door haar vertolking van Harriet Oleson in de televisieserie Little House on the Prairie. MacGregor had gastrollen in diverse televisieseries, zoals in Love of Life, Mannix, Ironside en All in the Family. Haar eerste film was On the Waterfront in 1954.
Zij was enige tijd getrouwd met acteur Bert Remsen. Ze overleed op 93-jarige leeftijd in het Motion Picture & Television Country House and Hospital.